# 玉置勝彦 (実業家)
玉置 勝彦（たまおき かつひこ、1942年7月18日 - ）は、日本の経営者。和歌山県出身。

## 経歴
1966年に大阪大学法学部を卒業し、同年に住友銀行に入行。1992年6月に取締役を就任。2003年4月にSMBCフレンド証券社長に就任。2009年4月から顧問を務めた。